# OTI 1977
Il sesto Festival della canzone iberoamericana si tenne a Madrid, in Spagna il 3 dicembre 1977 e fu vinto da Guayo González che rappresentava il Nicaragua.

## Classifica
| Paese                                   | Artista               | Canzone                      | Posizione |
| Nicaragua                               | Guayo González        | Quincho Barrilete            | 1         |
| Stati Uniti                             | Lissette Álvarez      | Si hay amor, volverá         | 2         |
| Rep. Dominicana                         | Fernando Casado       | Al nacer cada enero          | 2         |
| Spagna                                  | Trigo Limpio          | Rómpeme, mátame              | 4         |
| Ecuador                                 | Marielisa             | Sonreír cuando quiero llorar | 5         |
| Venezuela                               | Héctor José           | Iberoamérica toda            | 6         |
| Perù                                    | Cecilia Bracamonte    | Lando                        | 6         |
| Porto Rico                              | Aqua Marina           | Piel dorada                  | 6         |
| Argentina                               | Jerónimo              | Jugar a vivir                | 6         |
| El Salvador                             | Ana Marcela D'Antonio | Enséñame a vivir             | 6         |
| Cile                                    | Capri                 | Oda a mi guitarra            | 11        |
| Panama                                  | Leopoldo Hernández    | Canta a la vida              | 11        |
| Uruguay                                 | Miguel Bobbio         | Quiero vivir                 | 11        |
| Portogallo                              | Paulo de Carvalho     | Amor sem palabras            | 14        |
| Antille Olandesi                        | Ced Rice              | Gente, eres tú               | 14        |
| Colombia                                | Ximena                | Cantando                     | 14        |
| Brasile                                 | Lolita Rodrigues      | Pedindo amor                 | 17        |
| Messico                                 | José María Napoleón   | Hombre                       | 17        |
| Guatemala                               | Mildred y Manolo      | El verbo amar                | 17        |
| Costa Rica                              | Manuel Chamorro       | Melodía de los amantes       | 17        |
| Honduras                                | Tony Morales          | El hombre                    | 17        |
| Luogo: Centro Cultural - Madrid, Spagna |                       |                              |           |